# Der Prozeß (1962)
Der Prozeß (Originaltitel: Le procès) ist ein französisch-deutsch-italienischer Thriller von Orson Welles aus dem Jahr 1962. Es handelt sich um eine Verfilmung von Franz Kafkas Roman Der Process.

## Handlung
Der Film beginnt mit einer Sequenz gezeichneter Bilder, in der Welles als Erzähler in Kafkas Türhüterparabel Vor dem Gesetz einführt. In der nächsten Szene sieht man, wie Josef K. eines Morgens durch einen Mann in seinem Zimmer geweckt wird. Er wird für verhaftet erklärt, darf sich aber immer noch frei bewegen und seinem Beruf nachgehen. Der zuständige Inspektor zeigt weder seinen Ausweis noch gibt er Josef Auskunft über den Grund seiner Verhaftung. Nachdem die Männer verschwunden sind, entschuldigt sich Josef K. bei seiner Vermieterin Frau Grubach und der benachbarten Mieterin Fräulein Bürstner, für die er ein romantisches Interesse hegt, für die Störungen. Noch am selben Abend zieht Fräulein Bürstner aus ihrem Zimmer aus und zu ihrer Freundin Fräulein Pittl, sehr zur Bekümmerung von Josef.
Josef geht in eine Theatervorstellung, wird von dort allerdings von dem Inspektor zu einem Gerichtsraum gebracht, wo vor vielen Menschen eine erste Anhörung über seinen Fall stattfindet. Josef K. hält eine Rede gegen seine Verhaftung, erfährt allerdings immer noch nicht, wessen ihn das Gericht beschuldigt und welche Absicht hinter dem Vorgehen des mysteriösen Gerichts steckt. Josefs Onkel Max kommt vom Lande zu Besuch und vermittelt ihm den mit ihm seit der Schulzeit befreundeten Anwalt Hastler, der ebenfalls Beziehungen zu dem Gericht unterhält. Josef beginnt schnell eine Affäre mit Leni, der undurchsichtigen Bediensteten des schwer kranken Hastlers, obwohl sie zugleich auch die Geliebte des Anwalts zu sein scheint. In Hastlers großem Haus lebt auch gelegentlich der Klient Bloch, der seit Jahren von Hastler vertreten wird. Bloch muss teilweise Tage auf einen Einlass zu Hastler warten und demütigt sich auf verschiedene Weise. Dies und dass Hastlers Einflüsse und Unternehmungen im Fall offenbar wirkungslos versanden, bewegen Josef dazu, dem Anwalt trotz Warnungen seine Vertretung entziehen zu wollen.
Beim Versuch, selbst mehr Kontrolle über seinen Prozess zu erlangen, vernachlässigt er seinen eigentlichen Beruf und gerät immer tiefer in den Filz des Justizapparats. Josef begegnet im Laufe seiner Untersuchungen verschiedenen Personen, etwa einem Gerichtsdiener und seiner schönen Frau Hilda sowie dem Gerichtsmaler Titorelli. Schließlich trifft er in einer Kathedrale einen Priester, der andeutet, dass das Urteil im Prozess offenbar kurz bevorstehe und es schlecht für ihn aussehe. Auch Hastler erscheint in der Kathedrale und erzählt ihm die Türhüterparabel.
Eines Abends wird Josef von zwei Henkern zu einer Grube gebracht, wo sie ihn auffordern, sich zu entkleiden und ihm andeuten, dass er mit einem Messer Suizid begehen solle. Josef lehnt das allerdings ab, woraufhin sich die Henker von ihm entfernen und dann eine Stange Dynamit in die Grube werfen. Josef lacht über seine Henker und nimmt das Stück Dynamit in die Hände, offenbar bereit zu werfen. Eine große Explosion findet statt.

## Hintergrund
- Die Bilder der einleitenden Sequenz wurden von Alexandre Alexeieff und Claire Parker angefertigt.

- Durch den gesamten Film ziehen sich Passagen aus dem Adagio g-Moll für Streicher und Orgel von Tomaso Albinoni.
- Gedreht wurde unter anderem im Gare d’Orsay in Paris, in Rom und in Kroatiens Hauptstadt Zagreb.[1]
- Der Film hatte in der Bundesrepublik Deutschland am 2. April 1963 Erstaufführung, am 20. April 1966 lief er im HR-Fernsehen erstmals im deutschen Fernsehen.[2]
- 1981 entstand eine unvollendete, knapp anderthalbstündige Dokumentation Filming 'The Trial'. Sie besteht im Wesentlichen aus einer Podiumsdiskussion mit Orson Welles über die Entstehung des Films. Die Dokumentation ist als Public Domain auf YouTube abrufbar.[3]

## Kritiken
„Filmfassung von Orson Welles, der die Vorlage zu einem düster-expressionistischen Kinoalptraum verdichtet. Die Inszenierung fesselt durch ihre optische Brillanz und durch virtuos verfremdete Schauplätze, wird in ihrem barocken Reichtum an Effekten aber kaum der strengen, beherrschten Erzählweise des Romans gerecht. Der ‚Autor‘ Welles ist immer präsent“

„Von Beginn an war klar, daß die Verfilmung von Kafkas Buch ein gewagtes, wenn nicht sogar unmögliches Unterfangen war. […] In der Zeitschrift cinema 63 stand: ‚Kafka hat durch diese Umwandlung nichts gewonnen, und seine Leser sind zu Recht enttäuscht. Das Kino ist jedoch um einen großen Film reicher geworden. Wer will sich also beklagen?‘“

„Nicht genug Achtung vor der Schrift oder Wie man eine Verstörung beseitigt“

## Auszeichnungen
1964: Association Française de la Critique de Cinéma – Prix Méliès (Bester Film)